# Deltochilum tessellatum
Deltochilum tessellatum là một loài bọ cánh cứng trong họ Bọ hung (Scarabaeidae).